# 캠프 에임스
캠프 에임스(Camp Ames)는 1991년 대한민국에 반환된 과거 주한 미군의 시설 중 하나이다.
한국 전쟁 때만 해도 이곳은 계족산과 용호천을 끼고 자리한 자연 녹지였으나, 1961년 주한 미국 육군이 이곳에 탄약창을 조성하였고, 이후 30년 동안 미 육군의 탄약창으로 사용되었다. 1991년 주한 미군 탄약창이 이전하면서 대한민국에 반환되었으나 대한민국 육군 제1탄약창이 반환 직후 그 자리에 이전하였고 1998년 부산광역시 해운대구에 있던 탄약지원사령부가 이곳으로 이전하면서 현재는 대한민국 육군군수사령부가 관할하고 있는 지역이다. 2008년 6월에서야 뒤늦게 주한미군 공여구역 주변지역으로 추가 지정되었으며, 대한민국 국회에서 군부대 이전 필요성이 제기된 이래, 현재까지 지역구 국회의원과 지역 주민들을 중심으로 부대 이전 운동이 추진되고 있다.

## 같이 보기
- 주한 미군의 시설 목록